# Autochton Horvát Jogok Pártja
Az Autochton Horvát Jogok Pártja (horvátul: Autohtona-Hrvatska stranka prava, rövidítve A-HSP) szélsőjobboldali, szociálkonzervatív politikai pártot 2005-ben, a Horvát Jobboldaliak és a Horvát Jobboldali Mozgalom egyesülése után alapítottak Kaproncán. A mozgalom célja az összes jobboldali párt (mint például a HSP, a HSP 1861, a HČSP és mások) egyesítése Horvátországban. A párt 2009-ig nagyon bírálta az HSP politikai álláspontját.
Az A-HSP életpárti, és a házasság, az anyaság, a gyermekek és fiatalok, a speciális igényű emberek és a természet védelmét támogatja. Határozottan ellenzi Horvátország EU- és NATO-csatlakozását, és támogatja Bosznia-Hercegovina, a Kotori-öböl, a Szerémség és Bácska Horvátországhoz való csatolását.
A párt 2009-ben a Horvát Jogok Egységes Támogatói Mozgalom nevét Autochthon Horvát Jogok Pártjára változtatta.
2010-ben az A-HSP nyilvánosan elégette a „Novosti” című szerb kisebbségi kiadványt, amelynek székházát egy hétig a rendőrségnek kellett védenie.
A 2013-as európai parlamenti választáson az A-HSP 2350 szavazatot (0,32%) kapott, ami nem volt elég a mandátum megszerzéséhez.
2015-ben Ranko Ostojić horvát belügyminiszter betiltotta a párt nagygyűlését a zágrábi Jelačić bán téren.
2017-ben a párt felvonulást szervezett a horvát fővároson, hogy kifejezzék támogatásukat és hűségüket az akkor nemrég megválasztott amerikai elnök, Donald Trump iránt. A felvonulás során a párt fekete egyenruhába öltözött tagjai a német neonáci nemzeti demokrata párt és az Amerikai Egyesült Államok zászlaját lengették, miközben a „Za dom spremni” usztasa köszöntést kiabálták. A tüntetés után a párt vezetőjét, Dražen Keleminecet a köznyugalom és csend megzavarása miatt letartóztatta a rendőrség. Horvátország kormánya aznap elítélte az usztasizmus és nácizmus népszerűsítését. Másnap az Egyesült Államok zágrábi nagykövetsége közleményben reagált, amelyben határozottan elítélték a felvonulást, és elutasítottak minden olyan kísérletet, amely az Egyesült Államoknak az usztasa ideológiával összekapcsolására irányul.
2018 áprilisában a párt vezetőjét, Dražen Keleminecet Jasenovac közelében letartóztatták, mert megzavarta a köznyugalmat és a csendet, és megsértette a rendőröket.

## Fordítás
- Ez a szócikk részben vagy egészben  az   Authentic Croatian Party of Rights című angol Wikipédia-szócikk ezen változatának fordításán alapul.  Az eredeti cikk szerkesztőit annak laptörténete sorolja fel. Ez a jelzés csupán a megfogalmazás eredetét és a szerzői jogokat jelzi, nem szolgál a cikkben szereplő információk forrásmegjelöléseként.
- Ez a szócikk részben vagy egészben  az   Autohtona – Hrvatska stranka prava című horvát Wikipédia-szócikk ezen változatának fordításán alapul.  Az eredeti cikk szerkesztőit annak laptörténete sorolja fel. Ez a jelzés csupán a megfogalmazás eredetét és a szerzői jogokat jelzi, nem szolgál a cikkben szereplő információk forrásmegjelöléseként.